# Luigi Paleari
Luigi Paleari (Concorezzo, 8 novembre 1941 – Concorezzo, 2 agosto 2021) è stato un calciatore italiano, di ruolo terzino.

## Carriera
Con il Como ha disputato otto campionati, cinque in Serie B (per complessive 170 presenze fra i cadetti, senza reti all'attivo) e tre in Serie C.
È il quinto calciatore con più presenze in incontri di campionato della storia del Como.

## Palmarès

### Club

#### Competizioni nazionali
- Serie C: 1

Como: 1967-1968